# Георги
Гео̀рги е българско мъжко име. То идва от гръцкото гео (земя) и „ерго“ (работя), и означава земеделец. Женският му вариант е Гергана. Именият ден е всяка година на Гергьовден, 6 май.
Към края на 2009 година Георги е най-разпространеното мъжко име в България, носено от около 176 000 души (4,79% от мъжете). То е и най-често използваното мъжко име за родените през 2007-2009 година (3,48%).  Към края на 2012 г. името продължава да е най-разпространеното мъжко име в България (179 000 души, 4,9% от мъжкото население). Георги е и най-разпространеното име сред новородените момчета. 